# Ljetno doba (1955.)
Ljetno doba (eng. Summertime, a u Velikoj Britaniji pušten pod nazivom Summer Madness) je američko-britanska drama koju je režirao David Lean. Scenarij su napisali Lean i H. E. Bates, a temeljen je na predstavi The Time of the Cuckoo autora Arthura Laurentsa. Glavnu ulogu u filmu ostvarila je Katharine Hepburn.

## Radnja
Priča filma prati Jane Hudson (Katharine Hepburn), neudanu sredovječnu tajnicu u osnovnoj školi iz gradića Akron u državi Ohio. Ona se nalazi na ljetnom odmoru i uživa u putovanju o kojem je oduvijek sanjala - putovanju u Veneciju nakon što je nekoliko zadnjih godina uštedila dovoljno novca. Tijekom putovanja vodenim autobusom do penziona Fiorini gdje će odsjesti, Jane upoznaje američki bračni par Lloyda (MacDonald Parke) i Edith (Jane Rose) McIlhenny. U samom hotelu ih pozdravlja gospođa Fiorini (Isa Miranda), udovica koja je svoju veliku kuću pretvorila u penzion nakon Drugog svjetskog rata. U hotelu također odsjedaju i Eddie Yaeger (Darren McGavin), mladi američki slikar i njegova supruga Phyl (Mari Aldon).
Te večeri Jane šeće po Trgu San Marca gdje ju pogled na toliko mladih parova blago baca u depresiju. Dok sjedi u kafiću postaje svjesna da ju jedan Talijan koji također sjedi sam za stolom promatra pa ona brzo odlazi.
Sljedećeg dana dok se nalazi u kupnji u jednom izlogu u dućanu s antikvitetima vidi crveni pehar. Ulazi u dućan i ubrzo upoznaje vlasnika, Renata de Rossija (Rossano Brazzi) - onog istog gospodina koji ju je promatrao prethodnu večer u kafiću. On ju uvjerava da je pehar autentičan artefakt iz 18. stoljeća te ga ona kupuje. Nadajući se da će ju ponovno vidjeti, Renato joj kaže da će pokušati pronaći još jedan isti pehar pa da ima par. Jane na ulicama Venecije također upozna i mladog dječaka koji ju prati i koji je prisutan u trenutku kad ona pokuša slikati de Rossijev dućan i slučajno pada u kanal.
Sljedećeg jutra se Jane vraća u dućan, ali se razočara kad otkrije da Renato nije tamo. Te večeri on dolazi u penzion i prizna joj da ga ona privlači. Nakon što ga Jane odbije, on je upozorava da propušta priliku za srećom, ali baš u trenutku kad želi pristati na njegov poziv na večeru dolaze McIlhennyjisi koji su bili u shoppingu na otoku Murano gdje su kupili novi set crvenih pehara sličnih onom koje je Jane nabavila dan ranije. Ona optužuje Renata da ju je prevario, ali ju on uvjerava da je pehar zbilja antikvitet dok su svi ovi koji se prodaju na otoku Murano čiste kopije.
Njih dvoje odu na koncert koji se održava na glavnom trgu. Uskoro im za njihov stol dolazi prodavač cvijeća, a Renato se iznenadi kad Jane izabere jednostavnu gardeniju umjesto orhideje. Oni se vrate u hotel gdje ju Renato poljubi, a ona mu uzvrati i šapne da ga voli prije nego otrči u sobu. Sljedećeg dana Jane odlazi na tretmane u salon i kupuje novu odjeću željno iščekujući njihov spoj navečer. Dok ga čeka na trgu, Renatov asistent Vito (Jeremy Spenser) dolazi i slučajno otkriva da je on zapravo Renatov sin. Šokirana otkrićem da je Renato oženjen i ima nekoliko djece, Jane se skriva u bar gdje nailazi na Phyl koja joj povjeri da ima problema u braku.
Nakon povratka u hotel, Jane otkriva da Eddie ima ljubavnu aferu s gospođom Fiorini. U tom trenutku dolazi Renato i kaže joj da ne zabada nos u tuđe poslove te prizna da je oženjen, ali također govori da on i njegova supruga žive odvojeno; tajio je sve to, jer se bojao da će uplašiti Jane odmah na početku. Također ju optužuje za nezrelost i nemogućnost prihvaćanja svega onoga što u stvarnosti može imati umjesto da samo čezne za tim. Nakon večere, Jane i Renato odlaze u njegov stan gdje konzumiraju svoju vezu.
Nakon što provede cijeli dan s Renatom na otoku Burano, nevoljna u tome da ostane u vezi za koju zna da je osuđena na propast, Jane se odluči vratiti kući. Renato ju preklinje da ostane, ali Jane inzistira da je bolje da ode. Premda ga moli da ne dođe s njom na željeznički kolodvor, svejedno se nada da će ga tamo vidjeti. Kako vlak polagano kreće, Jane je oduševljena kad vidi Renata koji trči prema njoj. On joj pokušava dati paketić koji je spremio za nju, ali vlak je u tom trenutku već prebrz pa on otvara paketić i otkriva da joj je kupio novu gardeniju.

## Glumačka postava
- Katharine Hepburn kao Jane Hudson
- Rossano Brazzi kao Renato de Rossi
- Isa Miranda kao Signora Fiorini
- Darren McGavin kao Eddie Yaeger
- Mari Aldon kao Phyl Yaeger
- Jane Rose kao gđa McIlhenny
- MacDonald Parke kao gdin McIlhenny
- Gaetano Autiero kao Mauro

## Produkcija
Arthur Laurents napisao je predstavu The Time of the Cuckoo specifično za Shirley Booth koja je glumila glavnu ulogu 1952. godine na Broadwayju i osvojila nagradu Tony za najbolju glumicu. Producent Hal Wallis izrazio je interes za otkup filmskih prava, ali smatrao da je Booth prestara za ulogu te zamislio Katharine Hepburn i Ezija Pinzu u glavnim ulogama. Ilya Lopert u konačnici je dobila prava na film i imala ideju da glavnu ulogu ipak da glumici Booth, a da film režira Anatole Litvak. Kasnije se pisalo da je pregovarala s Danielom Mannom, a da će sam Laurents adaptirani scenarij za film iz svoje predstave. Njegova verzija navodno nije bila zadovoljavajuća, a novi zaposleni redatelj David Lean pokušao ga je poboljšati uz pomoć asistenta produkcije Normana Spencera i scenarista Donalda Ogdena Stewarta i S. N. Behrmana, ali bez uspjeha. U konačnici, Lean je doveo autora H. E. Batesa da mu pomogne u pisanju.
Prije samog početka snimanja brojna imena spomenuta su da će sudjelovati na filmu. U jednom trenutku producent Lopert je razmišljao o tome da ulogu Renata da redatelju/glumcu Vittoriju De Sici. Roberto Rossellini je izrazio svoje zanimanje za režiju filma s Ingrid Bergman u uozi Jane, a navodno je i Olivia de Havilland razmišljala glumiti u projektu.
U početku se gradskim vlastima nije svidjela molba redatelja Davida Leana da snima film na autentičnim lokacijama tijekom ljetnih mjeseci kada je turistička sezona na vrhuncu, a lokalni gondolijeri su prijetili štrajkom zbog potencijalnog gubitka prihoda. Međutim, problem je riješen kad je kompanija United Artists dala darežljivu financijsku donaciju za obnovu bazilike svetog Marka. Redatelj Lean također je morao dati obećanje kardinalu da scene gdje se vide crkve neće sadržavati djevojke u kratkim suknjama ili golim rukama.
U jednoj sceni u filmu lik Jane Hudson pada u kanal nakon što hoda unatrag pokušavajući fotografirati Di Rossijev dućan. Glavna glumica Katharine Hepburn, zabrinuta za svoje zdravlje, nije željela sama odraditi scenu, ali je redatelj Lean smatrao da bi bilo preočito da uzmu dublericu za kadar. U vodu je stavio dezinfekcijsko sredstvo od kojeg se voda počela pjeniti, što se Hepburnici još više nije svidjelo, ali ju je Lean natjerao da ipak snimi scenu i to u četiri ponavljanja dok nije bio posve zadovoljan. Te noći počele su je peći i svrbiti oči. Kasnije joj je dijagnosticiran rijedak oblik konjuktivitisa od kojeg je bolovala do kraja života.
Kasnijih godina redatelj Lean će proglasiti Ljetno doba svojim najdražim filmom. Tijekom snimanja doslovno se zaljubio u Veneciju da ju je učinio svojim drugim domom.

## Nominacije za nagrade

### Oscar
Film Ljetno doba imao je dvije nominacije za nagradu Oscar:
- Najbolji redatelj - David Lean
- Najbolja glumica - Katharine Hepburn

### BAFTA
Film Ljetno doba imao je dvije nominacije za britansku nagradu BAFTA:
- Najbolji film
- Najbolja strana glumica - Katharine Hepburn

## Vanjske poveznice
- Ljetno doba u internetskoj bazi filmova IMDb-a
- Criterion Collection essay by David Denby